# Simon-Pierre Bikele
Simon-Pierre Bikele est un diplomate et haut fonctionnaire camerounais. Il est le chef du protocole d'Etat au Cameroun.

## Biographie

### Enfance, éducation et débuts
Simon-Pierre Bikele est né à Sa'a dans la Lékié et a grandi en Côte d'Ivoire. Il est docteur de 3e cycle, diplômé de l'Institut des Relations Internationales du Cameroun
(IRIC), il est aussi titulaire d'un Diplôme d'études supérieures spécialisées
(DESS) en relations internationales de 2002. Il a fréquenté à l'institut Catholique de Yaoundé.

### Carrière
Simon-Pierre Bikele commence sa carrière comme diplomate au Ministère des Relations extérieures du Cameroun (Minrex). Il en est adjoint depuis décembre 2000 et pendant 9 ans et devient ensuite chef du protocole d'état au Cameroun. Il y remplace Dominique Essama à 45 ans. 